# Hranovnica
Hranovnica és un poble i municipi d'Eslovàquia. Es troba a la regió de Prešov, al nord del país.

## Història
La primera referència escrita de la vila data del 1294.

## Demografia
| Godina             | 1994 | 2004    | 2014    | 2024   |
| ------------------ | ---- | ------- | ------- | ------ |
| Nombre de persones | 2201 | 2570    | 2998    | 3248   |
| Diferència         |      | +16,76% | +16,65% | +8,33% |

| Godina             | 2023 | 2024   |
| ------------------ | ---- | ------ |
| Nombre de persones | 3226 | 3248   |
| Diferència         |      | +0,68% |